# Ripple

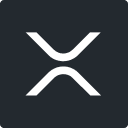
Symbol kryptoměny Ripple (XRP)

XRP je označení pro kryptoměnu (XRP). XRP je nativní kryptoměnou sítě s názvem XRP Ledger, která funguje na základě kryptografie, distribuovaných záznamů v peer-to-peer síti a otevřeného softwaru. Síť XRP Ledger vznikla v roce 2012 a při jejím spuštění bylo vytvořeno 100 miliard jednotek XRP. Jejich počet ale neustále klesá, XRP bude čím dál méně.

## Historie
Síť XRP Ledger a měna XRP byly spuštěné v roce 2012 a za jejich vznikem stojí Chris Larsen, Jed McCaleb, Arthur Britto a David Schwartz. Ti brzy po jejím spuštění převzali společnost Opencoin, kterou později přejmenovali na Ripple Labs a nakonec na dnešní Ripple, který je dodnes hlavní vývojářem XRP Ledgeru.
Na rozdíl od některých jiných kryptoměn nevzniká XRP postupným těžením, ale 100 % XRP bylo stvořeno již při spuštění sítě. Toto penzum bylo rozděleno na 100 miliard tokenů, přičemž každý z nich je dělitelný na šest desetinných míst. Nejmenší možný díl tak je 0.000001 XRP, a taková jednotka se nazývá anglicky drop neboli česky kapka.
Z původních 100 miliard XRP vývojáři darovali Ripplu 60 %, tj. 60 miliard XRP. Na konci roku 2017 Ripple uzamkl 55 miliard ze zmíněných 60 do escrow, což jsou časované kontrakty v síti XRP Ledger, které každý měsíc uvolňují jen jednu miliardu. Ripple z každé miliardy každý měsíc menší část použije na podporu XRP ekosystému a zbytek uzamkne na dalších 55 měsíců do escrow.
Cena jednoho XRP se několik let pohybovala mezi 0,004 a 0,006 amerického dolaru. V roce 2017 pak zaznamenala významný růst, přičemž jeho dosavadní cenový vrchol nastal v lednu 2018, kdy jeho hodnota dosáhla 3,81 dolaru. Tehdy se celková tržní kapitalizace XRP přiblížila 150 miliardám amerických dolarů.
Ripple v lednu 2019 oznámil, že má už více než 200 klientů, jako jsou banky a další finanční instituce. Těm poskytuje software pro mezinárodní převody peněz, přičemž jednou z jeho funkcí je využívání XRP jako přestupní měny (bridge currency) mezi národními měnami, čímž je řešena likvidita těchto převodů. K využívání XRP pro mezinárodní transfery peněz se zatím oficiálně přihlásilo osm společností, jako Euro Exim Bank, MercuryFX nebo Transpaygo. Další, jako Western Union či MoneyGram toto řešení testují.

## Charakteristika sítě XRP Ledger
XRP Ledger je síť s veřejně dostupným kódem, tzv. open source, a stejně jako u Bitcoinu je decentralizovaná, tvoří ji počítače jednotlivých uživatelů. Neexistuje žádný server, který by sám kontroloval a evidoval jednotlivé transakce. K tomu slouží tzv. uzly a validátory. Uzlem a validátorem v síti XRP Ledger se může stát kdokoliv, stačí si stáhnout příslušný software a spustit ho v počítači. Kromě jednotlivců provozují validátory například firmy jako Microsoft nebo univerzity jako Massachusettský technologický institut.
Uzly a validátory sdílí tak zvaný Ledger, který má stejnou funkci jako blockchain u Bitcoinu, je účetní knihou celé sítě. Zhruba každých pět sekund se zapisuje nový blok – nová verze Ledgeru, která obsahuje mimo jiné zůstatky všech účtů a poslední transakce. Potvrzení transakcí ale není prováděné tzv. těžením jako u Bitcoinu, ale na základě konsensu – všichni v síti se shodnou na tom, že transakce proběhly a zapíší je. Validátory transakce třídí chronologicky v případech, kdy by hrozilo dvojité utracení jedné jednotky XRP.
Díky tomu trvá potvrzení transakce jen dvě až tři sekundy a jsou za něj účtovány minimální poplatky. Na rozdíl od Bitcoinu, kde může klient čekat na potvrzení i několik hodin a zaplatit na poplatcích v extrémním případě (prosinec 2017) i stovky korun, u XRP uživatel zaplatí poplatek 0.00001 XRP, což je naprosto zanedbatelné, protože při ceně 7 Kč za XRP činí poplatek za transakci 0,0007 Kč. Tento poplatek ve výši 0,00001 XRP při každé transakci není nikomu vyplacen, ale navždy zničen. Je to ochrana proti útokům proti síti. Také to znamená, že se celkový počet XRP neustále snižuje a vždy bude, už existuje jen 99,9 miliardy XRP.
XRP Ledger není jen domovem pro kryptoměnu XRP. Je to síť s řadou pokročilých funkcí, například v ní běží nejstarší decentralizovaná burza kryptoměn, je v ní možné vydávat další digitální aktiva zastupující například fiat měny nebo komodity, či používat platební kanály.
XRP je optimalizováno na platby a s tímto cílem je vyvíjeno po celou dobu své existence. Transakce s XRP jsou tak řádově rychlejší a řádově levnější, než například transakce s bitcoinem či etherem. Způsob potvrzování transakcí s XRP bez těžení má pak několik výhod. V první řadě to činí XRP bezpečnějším než těžené kryptoměny, protože na XRP Ledger není možné provést tak zvaný 51% útok a publikovat alternativní verzi historie. K uzavření a zápisu nového Ledgeru dochází každých pět sekund, přičemž zápisy se zůstatky jsou konečné a neměnitelné. V druhé řadě je pak XRP šetrné k životnímu prostředí, protože na svůj provoz spotřebuje XRP Ledger jen nepatrný zlomek obrovského množství elektrické energie, které potřebují Bitcoin a Ethereum.

## Jak funguje platební síť RippleNet
Hlavní funkcí kryptoměny XRP není samotná hodnota, jako v případě například Bitcoinu, ale jako funkční prvek platební sítě. Princip platební sítě RippleNet je takový, že se fyzicky nepřesouvá žádná komodita. Fungování sítě je dobře vidět na příkladu:
- Alice chce zaslat Bobovi $100, tak zajde ke svému zprostředkovateli plateb (A) a nechá u něj hotovost a informaci, kdo si peníze vyzvedne, tedy Bob
- Zprostředkovatel A zavolá zprostředkovateli B, který má vydat peníze Bobovi
- Bob si zajde ke svému zprostředkovateli B a peníze si vyzvedne

Po tom, co si Bob vyzvedne peníze, vzniká dluh mezi zprostředkovateli A a B, protože u A jsou peníze navíc (dala mu je Alice), u B peníze chybí (vzal si je Bob). Tento dluh si A a B vyřeší mezi sebou, případně počkají, až vznikne transakce opačným směrem. Je ovšem potřeba, aby si oba zprostředkovatelé důvěřovali, že si své dluhy opravdu uhradí.
Platební síť RippleNet funguje velmi podobně. V síti existují namísto zprostředkovatelů plateb takzvané brány, které přijímají a vydávají platby po síti. Kromě peněz ale mohou vydávat v principu naprosto libovolnou komoditu, tedy třeba jakoukoliv měnu, zlato, ale v principu třeba i květiny nebo alkohol. Uzly ovšem musí být schopny tuto komoditu přijímat i vydávat.
Kryptoměna XRP v síti funguje jednak kvůli transakčním poplatkům, kdy je při každé transakci nenávratně část této kryptoměny zničen, jednak také jako univerzální ceník v celé síti. Vše, co lze zaslat po síti RippleNet, je také ohodnoceno právě kryptoměnou XRP, podobně jako například vše v České republice je ohodnoceno českou korunou. Pokud by si brány nedůvěřovaly, je možné po síti zaslat vydávající bráně okamžitě kryptoměnu XRP namísto toho, aby si brány vyřešily dluh později, což důvěru mezi branami vyžaduje.

## Využívání sítě RippleNet
Do celosvětové sítě RippleNet je zapojeno již přes 200 bank a dalších finančních institucí. Z největších finančních domů jde například o Santander, Crédit Agricole, MUFG, Bank of America, a American Express. Z českých bank a finančních společností je součástí projektu RippleNet zatím jen jediná – fintech startup Amore Finance ze skupiny Premiot Group. Možnostmi využití blockchainových technologií se sice zabývá také Sberbank CZ, o konkrétním řešení však dosud nerozhodla.

## Ripple
Ripple je americká společnost, která vyvíjí platební software pro banky a ostatní finanční instituce zaměřený na mezinárodní převody peněz. Její platební síť se jmenuje RippleNet a běží v ní tři hlavní programy: xCurrent, xRapid a xVia. Všechny tři jsou zaměřeny na mezinárodní platby, přičemž xRapid je ten, který pro tento účel využívá XRP a síť XRP Ledger.
Ripple má přes 300 zaměstnanců, sídlí v San Franciscu v americkém státě Kalifornie a má pobočky v New Yorku, Londýně, Sydney, Indii, Singapuru a Lucembursku. Někteří lidé, kteří stáli u zrodu XRP (Chris Larsen a David Schwartz), doposud pracují v Ripplu. Ripple dodnes je největším vývojářem sítě XRP Ledger, ovšem vzhledem k její decentralizovanosti nemůže žádné změny prosadit sám bez souhlasu ostatních.

## Kdo staví na XRP
Společnost Ripple je sice největším, nikoliv však jediným subjektem vyvíjejícím software, který využívá XRP. Jsou to také například Coil (monetizace digitálního obsahu), Omni (pronájem běžných věcí) nebo třeba XRPL Labs (platby přes XRP TipBot). Ripple v roce 2018 spustil iniciativu Xrping, v rámci které finančně podporuje desítky projektů, které staví inovativní řešení s použitím XRP.

## Jak lze získat XRP?
Protože je kryptoměna XRP "předtěžená", nelze ji získat těžením, ale pouze nákupem či směnou za jinou měnu. Na oficiálních stránkách společnosti Ripple může zájemce nalézt seznam některých aktuálních burz. S touto měnou lze již běžně platit na některých stránkách i obchodech, jako např. s Bitcoinem či Litecoinem. Možnost plateb se neustále rozrůstá.

## XRP nebo Ripple?
Mnoho lidí si stále myslí, že pojmenování kryptoměny XRP je ripple. Ripple (dříve Ripple Labs) je ale společnost, která síť XRP Ledger, potažmo XRP vyvíjí. Platí tedy, že kryptoměna nese název XRP, zatímco Ripple je označení pouze pro společnost, která ji vyvíjí.

## Kontroverze kolem Ripple
Často uváděným problémem spojeným s touto kryptoměnou je její centralizovaný charakter. Ten je dán skutečností, že se tato kryptoměna postupně netěží, jak je to v případě Bitcoinu a dalších kryptoměn, ale 100 % jejích tokenů je už od počátku předtěžených, tj. na trhu. Většinu z nich (60 %, tj. 60 miliard tokenů) vlastní firma Ripple, která je prakticky kdykoliv může uvést do oběhu, a tím měnit jejich hodnotu. To jde proti myšlence decentralizace, jež je vlastní všem kryptoměnám. Je ale dobré zmínit, že na konci roku 2017 firma 55 miliard těchto tokenů uzamkla časovým zámkem pomocí tzv. chytrého kontraktu escrow a každý měsíc uvolňuje pro své potřeby pouze 1 miliardu tokenů. Nevyužité tokeny poté zas uzamkne. Přesto byla firma pro toto umělé uzamčení předtěžených tokenů, kterým mohla ovlivňovat cenu této kryptoměny, již v roce 2018 žalována. Byla to třetí žaloba, které firma čelila.
Problém je také v tom, že o změnách protokolu této kryptoměny rozhoduje konsorcium složené z členů představenstva firmy Ripple a spřátelených bank, což znovu dává této kryptoměně vysoce centralizovaný charakter. Nedůvěra je tedy na místě, ačkoliv výše tržní kapitalizace a spolupráce s několika bankami nasvědčuje, že i přesto panuje o kryptoměnu velký zájem obchodního i veřejného světa.
V Česku je pak s kryptoměnou XRP spojena další kontroverze. Týká se prodeje XRP balíčků, které jsou nejčastěji pojmenované jako „startovní“ nebo „investiční“ balíčky. Tyto balíčky však neprodává společnost Ripple, ale na ní nezávislé společnosti za cenu mezi 999 Kč a 2999 Kč. Balíčky obsahují zpravidla sadu tří e-booků a několika tokenů XRP. Firmy pak slibují rychlé a snadné zbohatnutí, což je samozřejmě nesmysl. Celý prodej má tedy z mnoha dalších důvodů rysy podvodu.